# John Anderson (hockey sur glace)
Pour les articles homonymes, voir John Anderson.
John Murray Anderson (né le 28 mars 1957 à Toronto, dans la province de l'Ontario au Canada) est un joueur professionnel retraité et actuellement entraîneur-adjoint de hockey sur glace.

## Carrière de joueur
Anderson joua son hockey junior avec les Marlboros de Toronto avec lesquels il gagna la Coupe Memorial en 1975. À la fin de son stage junior, il participa au Championnat du monde junior de hockey sur glace avec l'équipe du Canada. Cette année-là, l'Équipe Canada baissa pavillon vis-à-vis leur rival de toujours, l'URSS.
1977 fut l'année de repêchage pour John Anderson. Il fut sélectionné autant par une équipe de la Ligue nationale de hockey (Maple Leafs de Toronto) que par une de l'Association mondiale de hockey (Nordiques de Québec). Il choisit de se joindre à l'organisation de Toronto. Il y passa 8 saisons avant de passer à l'équipe qui l'avait sélectionné du temps de l'AMH, les Nordiques. Son séjour fut de courte durée, une soixantaine de parties avant d'être échangé au Whalers de Hartford avec lesquels il termina sa carrière dans la LNH.
Il passa les dernières saisons de sa carrière professionnelle dans les ligues mineures en plus de faire un très court passage dans la ligue d'Italie. Ses deux dernières saisons, il les passa à titre de joueur/assistant entraîneur avec les Gulls de San Diego.
Outre le Championnat du monde junior, il participa à 2 reprises au Championnat du monde avec l'Équipe Canada, soit en 1983 et 1985 gagnant respectivement le bronze et l'argent.

### Carrière d'entraîneur
Sa carrière d'entraîneur commença lorsqu'il était toujours actif en tant que joueur. Il fut joueur et assistant entraîneur pour l'équipe des Nighthawks de New Haven de la LAH et des Gulls de San Diego dans la LIH lors de ses 2 dernières saisons.
Par la suite, il fut nommé entraîneur-chef des Mammoths de Winston-Salem faisant partie de la Southern Hockey League en 1995-1996. Il mena l'équipe jusqu'en finale sans toutefois gagner le championnat. L'année suivante, il devint l'entraîneur des Mallards de Quad City de la Colonial Hockey League. Cette fois, il gagna le championnat de la ligue.
Ensuite, il se joint aux Wolves de Chicago de la Ligue internationale de hockey pour la saison 1997-1998. Avec cette équipe, il gagna 2 fois la Coupe Turner remise au club champion de la LIH soit en 1998 et 2000. Lorsque la LIH ferma ses portes au terme de la saison suivante, les Wolves rejoignirent la LAH et Anderson mena son équipe à deux autres championnats, remportant cette fois la Coupe Calder, dont une à leur première  saison dans la ligue en 2002, l'autre étant en 2008.
Au terme de cette dernière conquête, Anderson est appelé à rejoindre les Thrashers d'Atlanta de la LNH en tant qu'entraîneur-chef. Il reste avec l'équipe deux saisons, ratant les séries éliminatoires à ces deux reprises avant d'être congédié le 14 avril 2010.
Anderson est embauché le 8 juin 2016 par le Wild du Minnesota en tant qu'entraîneur-adjoint.

## Statistiques de joueur
| Saison     | Équipe                  | Ligue      |     | Saison régulière | Saison régulière | Saison régulière | Saison régulière | Saison régulière |    | Séries éliminatoires | Séries éliminatoires | Séries éliminatoires | Séries éliminatoires | Séries éliminatoires |
| Saison     | Équipe                  | Ligue      | PJ  | B                | A                | Pts              | Pun              | PJ               | B  | A                    | Pts                  | Pun                  |                      |                      |
| 1972-1973  | Waxers de Markham       | OHA-B      |     |                  |                  |                  |                  |                  |    |                      |                      |                      |                      |                      |
| 1973-1974  | Marlboros de Toronto    | OHA        | 38  | 22               | 22               | 44               | 6                | -                | -  | -                    | -                    | -                    |                      |                      |
| 1974-1975  | Marlboros de Toronto    | LHJMO      | 70  | 49               | 64               | 113              | 31               | 22               | 16 | 14                   | 30                   | 14                   |                      |                      |
| 1975-1976  | Marlboros de Toronto    | LHJMO      | 39  | 26               | 25               | 51               | 19               | 10               | 7  | 4                    | 11                   | 7                    |                      |                      |
| 1976-1977  | Marlboros de Toronto    | LHJMO      | 64  | 57               | 62               | 119              | 42               | 6                | 3  | 5                    | 8                    | 0                    |                      |                      |
| 1977-1978  | Black Hawks de Dallas   | LCH        | 55  | 22               | 23               | 45               | 6                | 13               | 11 | 8                    | 19                   | 2                    |                      |                      |
| 1977-1978  | Maple Leafs de Toronto  | LNH        | 17  | 1                | 2                | 3                | 2                | 2                | 0  | 0                    | 0                    | 0                    |                      |                      |
| 1978-1979  | Maple Leafs de Toronto  | LNH        | 71  | 15               | 11               | 26               | 10               | 6                | 0  | 2                    | 2                    | 0                    |                      |                      |
| 1979-1980  | Maple Leafs de Toronto  | LNH        | 74  | 25               | 28               | 53               | 22               | 3                | 1  | 1                    | 2                    | 0                    |                      |                      |
| 1980-1981  | Maple Leafs de Toronto  | LNH        | 75  | 17               | 26               | 43               | 31               | 2                | 0  | 0                    | 0                    | 0                    |                      |                      |
| 1981-1982  | Maple Leafs de Toronto  | LNH        | 69  | 31               | 26               | 57               | 30               | -                | -  | -                    | -                    | -                    |                      |                      |
| 1982-1983  | Maple Leafs de Toronto  | LNH        | 80  | 31               | 49               | 80               | 24               | 4                | 2  | 4                    | 6                    | 0                    |                      |                      |
| 1983-1984  | Maple Leafs de Toronto  | LNH        | 73  | 37               | 31               | 68               | 22               | -                | -  | -                    | -                    | -                    |                      |                      |
| 1984-1985  | Maple Leafs de Toronto  | LNH        | 75  | 32               | 31               | 63               | 27               | -                | -  | -                    | -                    | -                    |                      |                      |
| 1984-1985  | Nordiques de Québec     | LNH        | 65  | 21               | 28               | 49               | 26               | -                | -  | -                    | -                    | -                    |                      |                      |
| 1984-1985  | Whalers de Hartford     | LNH        | 14  | 8                | 17               | 25               | 2                | 10               | 5  | 8                    | 13                   | 0                    |                      |                      |
| 1986-1987  | Whalers de Hartford     | LNH        | 76  | 31               | 44               | 75               | 19               | 6                | 1  | 2                    | 3                    | 0                    |                      |                      |
| 1987-1988  | Whalers de Hartford     | LNH        | 63  | 17               | 32               | 49               | 20               | -                | -  | -                    | -                    | -                    |                      |                      |
| 1988-1989  | Whalers de Hartford     | LNH        | 62  | 16               | 24               | 40               | 28               | 4                | 0  | 1                    | 1                    | 2                    |                      |                      |
| 1989-1990  | HC Milano               | Série A    | 9   | 7                | 9                | 16               | 18               | -                | -  | -                    | -                    | -                    |                      |                      |
| 1989-1990  | Whalers de Binghamton   | LAH        | 3   | 1                | 1                | 2                | 0                | -                | -  | -                    | -                    | -                    |                      |                      |
| 1990-1991  | Komets de Fort Wayne    | LIH        | 63  | 40               | 43               | 83               | 24               | 1                | 3  | 0                    | 3                    | 0                    |                      |                      |
| 1991-1992  | Nighthawks de New Haven | LAH        | 68  | 41               | 54               | 95               | 24               | 4                | 0  | 4                    | 4                    | 0                    |                      |                      |
| 1992-1993  | Gulls de San Diego      | LIH        | 65  | 34               | 46               | 80               | 18               | 11               | 5  | 6                    | 11                   | 4                    |                      |                      |
| 1993-1994  | Gulls de San Diego      | LIH        | 72  | 24               | 24               | 48               | 32               | 4                | 1  | 1                    | 2                    | 8                    |                      |                      |
| Totaux LNH | Totaux LNH              | Totaux LNH | 814 | 282              | 349              | 631              | 263              | 37               | 9  | 18                   | 27                   | 2                    |                      |                      |

| Année | Équipe               | compétition    |   | PJ | B | A  | Pts | Pun                |  | Résultat |
| 1975  | Marlboros de Toronto | Coupe Memorial | 4 | 4  | 6 | 10 | 2   | Vainqueur          |  |          |
| 1977  | Canada -20 ans       | CM -20 ans     | 7 | 10 | 5 | 15 | 6   | Médaille d'argent  |  |          |
| 1983  | Canada               | CM             | 6 | 2  | 2 | 4  | 6   | Médaille de bronze |  |          |
| 1985  | Canada               | CM             | 9 | 5  | 2 | 7  | 18  | Médaille d'argent  |  |          |

### Statistiques d'entraîneur
| Saison    | Équipe                    | Ligue |    | PJ | V  | D | N  | Pr                          |  | Séries éliminatoires |
| 1995-1996 | Mammoths de Winston-Salem | SHL   | 60 | 30 | 23 | 0 | 7  | défaite en finale           |  |                      |
| 1996-1997 | Mallards de Quad City     | LHCo  | 74 | 51 | 20 | 0 | 3  | Champion de la ligue        |  |                      |
| 1997-1998 | Wolves de Chicago         | LIH   | 82 | 55 | 24 | 0 | 3  | Champion de la Coupe Turner |  |                      |
| 1998-1999 | Wolves de Chicago         | LIH   | 82 | 49 | 21 | 0 | 12 | défaite en 3e ronde         |  |                      |
| 1999-2000 | Wolves de Chicago         | LIH   | 82 | 53 | 21 | 0 | 8  | Champion de la Coupe Turner |  |                      |
| 2000-2001 | Wolves de Chicago         | LIH   | 82 | 43 | 32 | 0 | 7  | défaite en finale           |  |                      |
| 2001-2002 | Wolves de Chicago         | LAH   | 80 | 37 | 31 | 7 | 5  | Champion de la Coupe Calder |  |                      |
| 2002-2003 | Wolves de Chicago         | LAH   | 80 | 43 | 25 | 8 | 4  | défaite en 2e ronde         |  |                      |
| 2003-2004 | Wolves de Chicago         | LAH   | 80 | 42 | 26 | 9 | 3  | défaite en 2e ronde         |  |                      |
| 2004-2005 | Wolves de Chicago         | LAH   | 80 | 49 | 24 | 0 | 7  | défaite en finale           |  |                      |
| 2005-2006 | Wolves de Chicago         | LAH   | 80 | 36 | 32 | 0 | 12 | hors des séries             |  |                      |
| 2006-2007 | Wolves de Chicago         | LAH   | 80 | 46 | 25 | 0 | 9  | défaite en 3e ronde         |  |                      |
| 2007-2008 | Wolves de Chicago         | LAH   | 80 | 53 | 22 | 0 | 5  | Champion de la Coupe Calder |  |                      |
| 2008-2009 | Thrashers d'Atlanta       | LNH   | 82 | 35 | 41 | — | 6  | hors des séries             |  |                      |
| 2009-2010 | Thrashers d'Atlanta       | LNH   | 82 | 35 | 34 | — | 13 | hors des séries             |  |                      |

## Honneurs et trophées
- 1975 : remporte la Coupe Memorial avec les Marlboros de Toronto.
- 1975 : nommé dans l'équipe d'étoiles du Tournoi de la Coupe Memorial.
- 1977 : nommé dans l'équipe d'étoiles de l'OMJHL.
- 1978 : nommé dans l'équipe d'étoiles de la Ligue centrale de hockey.
- 1978 : récipiendaire du Trophée Max McNabb remis au joueur le plus utile en série éliminatoire dans la LCH.
- 1992 : nommé dans la première équipe d'étoiles de la Ligue américaine de hockey.
- 1992 : récipiendaire du trophée Fred-T.-Hunt remis au joueur ayant démontré le meilleur esprit sportif dans la LAH.
- 1992 : récipiendaire du trophée Les-Cunningham remis au joueur le plus utile en série éliminatoire dans la LAH.

## Transactions en carrière
- 1977. Sélectionné en deuxième par les Maple Leafs de Toronto de l'AMH, 14e au total.
- 21 août 1985. Échangé aux Nordiques de Québec par les Maple Leafs de Toronto en retour de Brad Maxwell.
- 8 mars 1986. Échangé aux Whalers de Hartford par les Nordiques de Québec en retour de Risto Siltanen.